# Рока д’Орча
Рока д'Орча је насеље у Италији у округу Сијена, региону Тоскана.
Према процени из 2011. у насељу је живело 47 становника. Насеље се налази на надморској висини од 515 м.